# Ferrari 812 Superfast
Ferrari 812 Superfast (тип F152M) — Gran Turismo італійського виробника спортивних автомобілів Ferrari, яка вперше показана на Женевському автосалоні 2017 року і продається з 2017 року. Вона є наступником Ferrari F12berlinetta.

## Опис

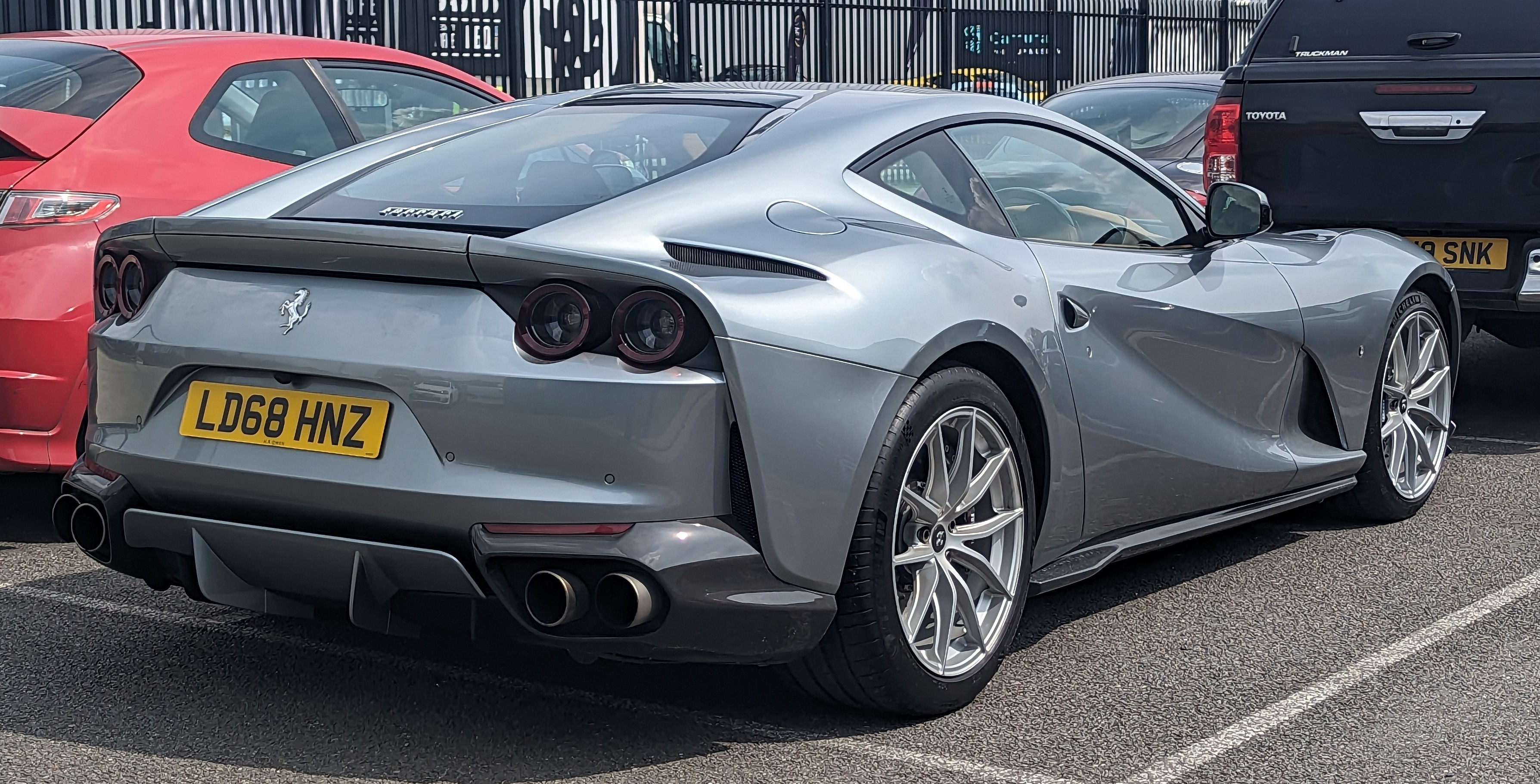
Ferrari 812 Superfast

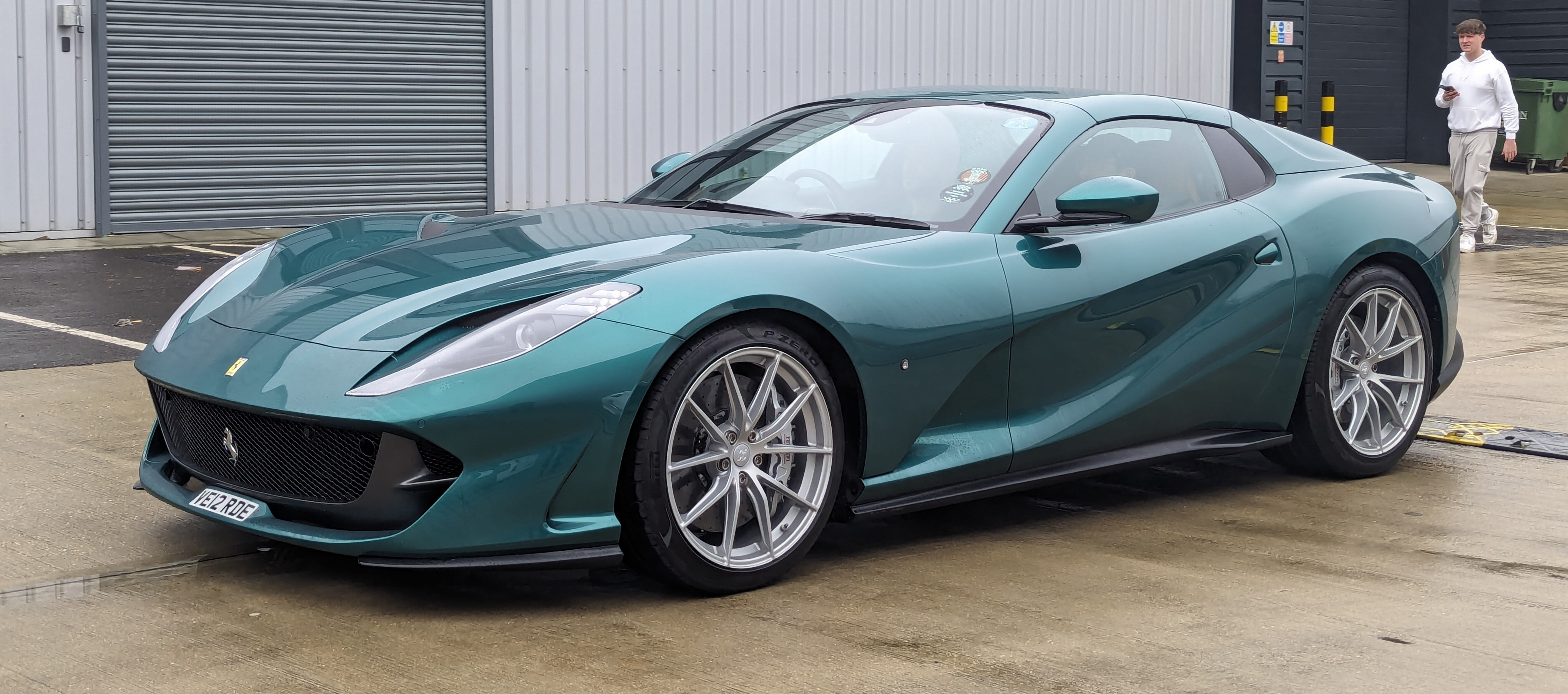
Ferrari 812 GTS

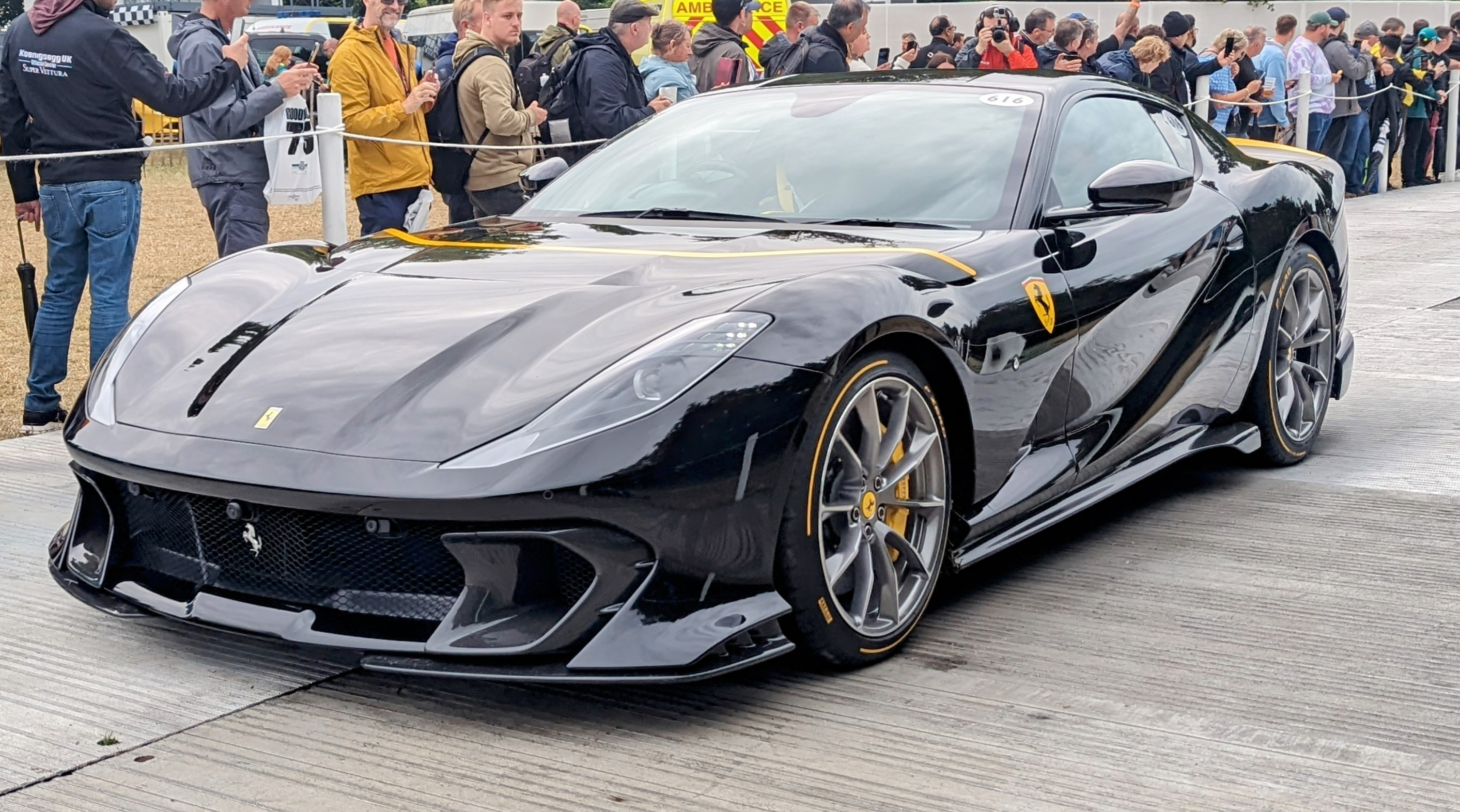
Ferrari 812 Competizione

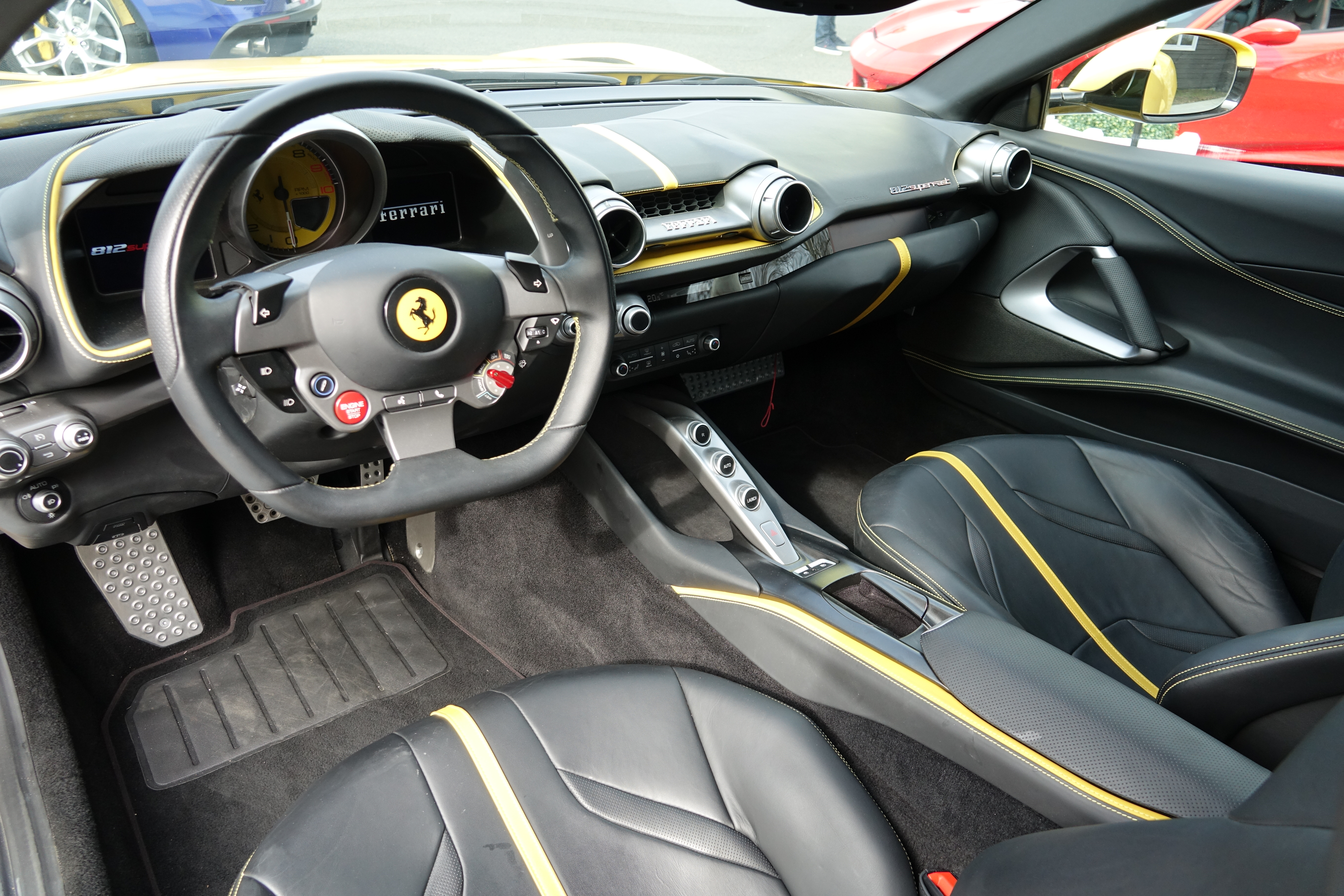
Салон

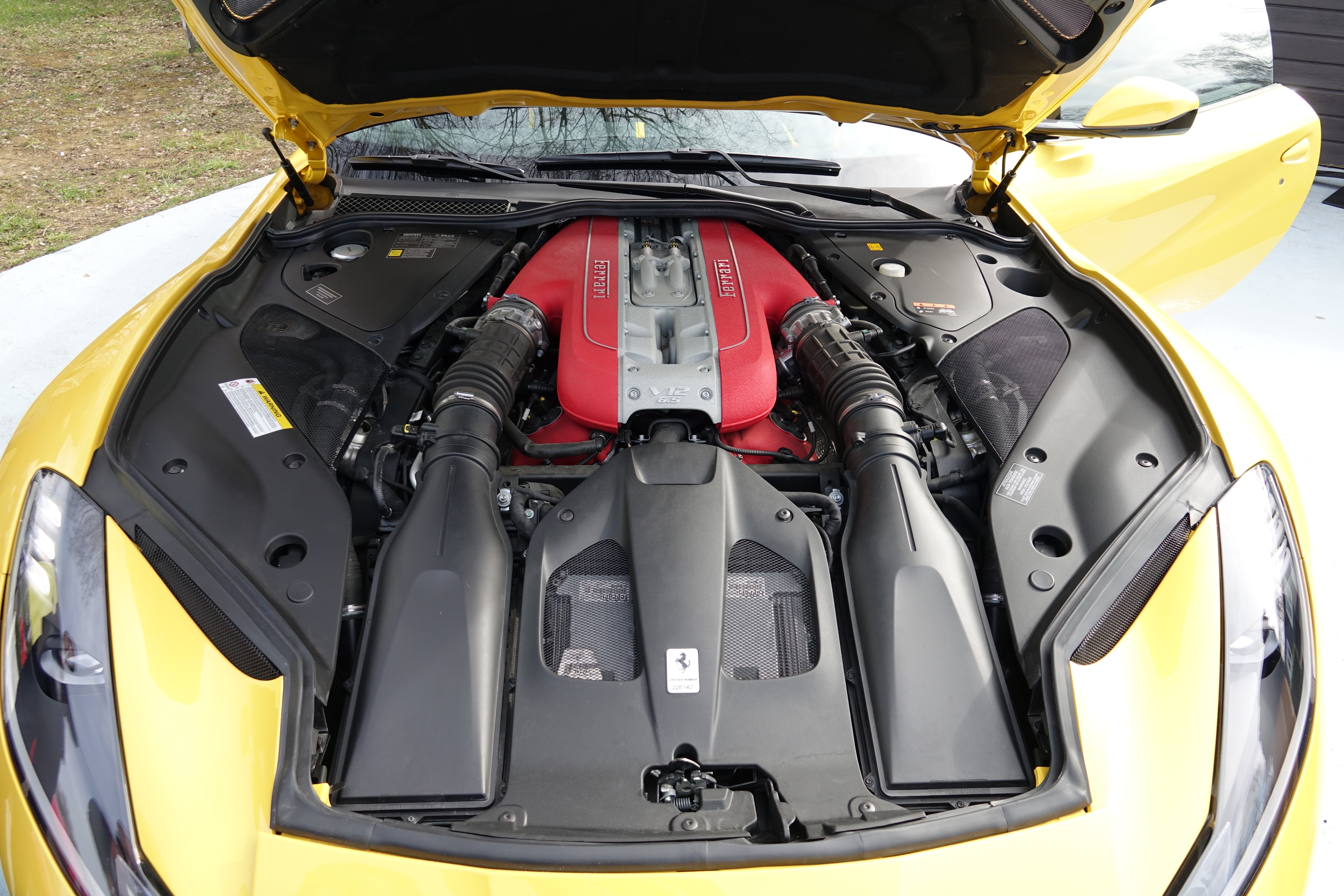
Двигун

Автомобіль і його двигун - результат глибокої переробки конструкції, так що італійці називають модель і мотор новими, які успадкували найкраще від берлінетти.
812 Superfast отримав двигун 6.5 L F140 GA V12 потужністю 800 к.с. при 8500 об/хв і 718 Нм при 7000 об/хв. Примітно, що 80% від максимального моменту доступні з 3500 об/хв. Отримати такі параметри, а також 123,15 к.с. з літра об'єму дозволила нова система вприскування під тиском 350 бар і впускний тракт змінної геометрії, сконструйований за зразком атмосферних двигунів Формули-1. Заявлена середня витрата - 14,9 л / 100 км.
Новий електричний підсилювач керма працює з фірмовою системою контролю бічних ковзань Side Slip Control новітньої версії 5.0. Допомагає їм керована задня вісь другого покоління Virtual Short Wheelbase 2.0. Розгін з місця до 100 км/год 2,9 с, а максималка перевищує 340 км/год.

### GTS/Competizione
У вересні 2019 року Ferrari представила "GTS", відкриту версію автомобіля з твердим дахом. Спочатку планувалося лише купе.
Обмежена версія Competizione була представлена в травні 2021 року. Відкритий варіант продається як Competizione A. Потужність двигуна збільшили до 830 к.с. Розгін від 0 до 100 км/год складає 2,85 с.

## Технічні характеристики
|                                 | Ferrari 812 Superfast |
| ------------------------------- | --------------------- |
| Циліндри/Клапани                | V12/4                 |
| Об'єм (см³)                     | 6496                  |
| Потужність (к.с./кВт при об/хв) | 800/588 при 8500      |
| Крутний момент (Нм при об/хв)   | 718/7000              |
| Ступінь стиску                  |                       |
| Привід                          | Задній                |
| 0-100 км/год                    | 2,9                   |
| 0-200 км/год                    | 7,9                   |
| Максимальна швидкість (км/год)  | > 340                 |
| Витрати пального (л/100 км)     | 14,9                  |
| CO2-Викиди (г/км)               | 340                   |
| Вага (кг)                       | 1525                  |
| Бак (Літри)                     | 92                    |
| Роки випуску                    | з 2017                |

## Продажі
| рік  | Європа |
| ---- | ------ |
| 2017 | 41     |
| 2018 | 534    |
| 2019 | 814    |
| 2020 | 975    |
| 2021 | 812    |

1. ↑  Європа: 2020 ЄС 27 + Велика Британія + Швейцарія + Норвегія + Ісландія